# Miquel Balsamó
Miquel Balsamó (en llatí Michael Balsamon, en grec antic Μιχαήλ) va ser un eclesiàstic grec nadiu de Constantinoble.
Entre els seus càrrecs principals tenia el de Magnae Ecclesiae Constantinopolitanae Magnus Chartophylax et Archidiaconus (Cartofílac i arxidiaca de l'església major de Constantinoble). Va ser enviat el 1438 al concili de Florència, on va veure les intrigues secretes del llatins i va pronosticar que les dues esglésies no s'unirien efectivament, tot i que va subscriure la unió per força. Va escriure dedicada a l'emperador Joan VIII Paleòleg l'obra Anaphora Cleri Constantinopolitani, de la que Lleó Al·laci en dona alguns fragments.